# Blinatumomab
Il blinatumomab è un anticorpo monoclonale di tipo murino, il primo appartenente ad una nuova classe di anticorpi bispecifici chiamati BiTE (bi-specific T-cell engagers), che esercitano un'azione selettiva e dirigono il sistema immunitario umano selettivamente contro le cellule tumorali.
Il blinatumomab riconosce gli antigeni CD19, presente sui linfociti B, e CD3, presente sui linfociti T e viene studiato per il trattamento di alcune forme tumorali ematologiche.
Il farmaco è prodotto dalla MedImmune In., insieme alla Micromet Inc.

## Meccanismo d'azione
Una molecola di Blinatumomab combina due siti di legame: un sito per il CD3 (parte del recettore della cellula T, TCR) sulle cellule T e un sito per il CD19, presente sulle cellule B bersaglio. Il farmaco, quindi, agisce facendo da collegamento tra questi due tipi di cellule e consentendo l'attivazione della cellula T, che esercita la propria attività citotossica sulle cellule bersaglio e le elimina.

## Applicazioni cliniche
Sono attualmente in corso alcuni Clinical Trials che utilizzano il blinatumomab in pazienti con:
- linfoma di Hodgkin,[3][4]
- leucemia linfoblastica acuta (ALL) (studio di fase II),[5][6]

### BiTE
- (EN) Zhiqiang An, Therapeutic Monoclonal Antibodies: From Bench to Clinic, John Wiley and Sons, 8 settembre 2009,  pp. 41–, ISBN 978-0-470-11791-0.
- (EN) Tod W. Speer, Targeted Radionuclide Therapy, Lippincott Williams & Wilkins, 15 novembre 2010,  pp. 170–, ISBN 978-0-7817-9693-4.
- (DE) Christine Schütt e B. Broeker, Grundwissen Immunologie, Springer, novembre 2010,  pp. 194–, ISBN 978-3-8274-2646-8.

### Blinatumomab
- (EN) Gregory H. Reaman, Childhood Leukemia: A Practical Handbook, Springer, 29 novembre 2010,  pp. 197 e ss., ISBN 978-3-642-13780-8.
- (EN) Zhiqiang An, Therapeutic Monoclonal Antibodies: From Bench to Clinic, John Wiley and Sons, 8 settembre 2009,  pp. 41–, ISBN 978-0-470-11791-0.
- (EN) Tod W. Speer, Targeted Radionuclide Therapy, Lippincott Williams & Wilkins, 15 novembre 2010,  pp. 170 e ss., ISBN 978-0-7817-9693-4.
- (EN) Susan O'Brien, Julie M. Vose e Hagop M. Kantarjian, Management of Hematologic Malignancies, Cambridge University Press, 31 dicembre 2010,  pp. 334 e ss., ISBN 978-0-521-89640-5.